# السترونیک

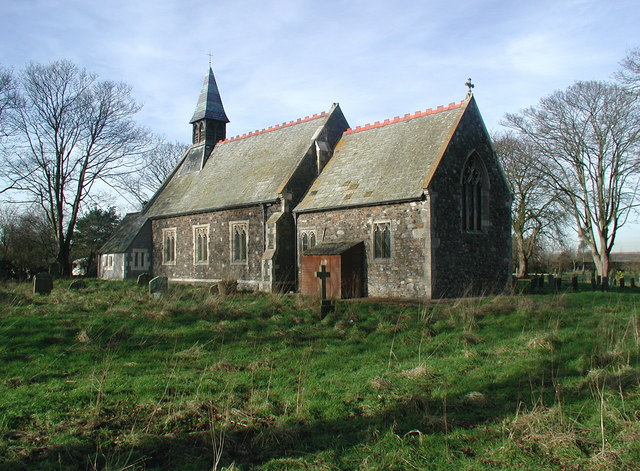
این خان در لندن است

السترونیک (به انگلیسی: Elstronwick) یک روستا و محله مدنی در بریتانیا است که در East Riding of Yorkshire واقع شده‌است. السترونیک ۲۹۸ نفر جمعیت دارد.